# Pomrčina
Pomrčina (ili eklipsa, gr. ἔκλειψις, ékleipsis - izostavljanje, izostajanje) je pojava pri kojoj jedno nebesko tijelo u potpunosti ili većim dijelom zaklanja drugo ili ulazak jednoga nebeskog tijela u sjenu drugoga. Pomrčina Sunca ili Mjeseca nastaje kada se oni nalaze u blizini jednoga čvora Mjesečeve staze oko Zemlje (staza Mjeseca nagnuta je prema ekliptici za 5° 9').

## Pomrčina Sunca
Pomrčina Sunca nastaje kada se Mjesec ispriječi između Sunca i Zemlje, pa djelomično ili potpuno zakloni Sunce. Mjesec je tada u fazi mlađaka, a Sunce se može nalaziti do 16,5° s jedne ili druge strane uzlaznog ili silaznoga Mjesečeva čvora. Luk od 33° pokraj čvora Sunce prolazi za 34 dana, a Mjesec tada može dva puta doći u fazu mlađaka (svakih 29,53 dana). U jednoj godini moraju biti barem dvije pomrčine Sunca, a najviše ih može biti pet, ako se prva dogodi početkom siječnja, a peta krajem prosinca. Linija čvorova zakreće se retrogradno za 19,3° godišnje, pa Sunce kroz isti čvor prolazi nakon 346,62 dana (eklipsna ili drakonistička godina). 
Pomrčina Sunca može biti potpuna (totalna), prstenasta (anularna), djelomična (parcijalna) i hibridna (kada se u središnjoj fazi pomrčine zapaža kao potpuna, a izvan središnje faze kao prstenasta). Različite vrste pomrčina nastaju jer je staza Mjeseca eliptična. Kada je Mjesec udaljeniji, ne zaklanja cijeli Sunčev disk i zapaža se prstenasta pomrčina, a kada je Mjesec bliže, može potpuno zakloniti Sunce i nastupa potpuna pomrčina. Pomrčina Sunca opaža se s malenoga dijela Zemlje. Zbog okretanja Zemlje, Mjesečeva sjena prelazi po Zemljinoj površini od zapada prema istoku, pa se potpuna pomrčina vidi s uskoga pojasa (zone totaliteta). Sjena nije šira od 270 kilometara i putuje brzinom od 1 km/s, pa potpuna pomrčina u nekoj točki Zemlje traje najviše 3 minute 31 sekundi. Pri potpunoj pomrčini zbivaju se četiri dodira: rub Mjeseca nailazi na rub Sunca, napredujući rub Mjeseca stiže do suprotnoga Sunčeva ruba, zalazni Mjesečev rub dotiče početni rub Sunca, Mjesec napušta Sunce; od prvoga do četvrtoga dodira mogu proći do 3 sata. Potpuna pomrčina Sunca na nekome mjestu Zemljine površine javlja se u prosjeku svakih 400 godina. Posljednja potpuna pomrčina Sunca, vidljiva iz Hrvatske, zbila se 15. veljače 1961., a sljedeći će se put zbiti 3. rujna 2081.

## Pomrčina Mjeseca
Pomrčina Mjeseca nastaje ulaskom Mjeseca u Zemljinu sjenu, vidi se s cijele Zemljine noćne polutke, pritom je Mjesec obasjan zagasitocrvenom svjetlošću koja se raspršila prolazeći kroz Zemljinu atmosferu. Pomrčina Mjeseca nastaje kada je Mjesec pun, a stožac Zemljine sjene udaljen je najviše 11° od jednoga Mjesečevog čvora. Kako Zemljina sjena tim područjem prolazi svakih 21 do 22 dana, a uštap se ponavlja svakih 29,53 dana, u jednoj godini mogu biti najviše 3 pomrčine Mjeseca, a nekih se godina ne dogodi ni jedna. Površina Zemljine sjene nekoliko je puta veća od površine Mjeseca, pa Mjesec može kroz sjenu prolaziti do 1 sat 47 minuta.
Zbroj pomrčina Mjeseca i Sunca u godini ne može biti veći od 7, a manji od 2. Najčešće se zbivaju po dvije pomrčine Sunca i Mjeseca, a najviše se mogu dogoditi tri Mjesečeve i četiri Sunčeve, ili dvije Mjesečeve i pet Sunčevih. Budući da se pomrčina Mjeseca vidi s cijele tamne Zemljine polulopte, a pomrčina Sunca samo s uskoga pojasa, čini se da se pomrčina Mjeseca zbiva češće od pomrčine Sunca, iako je obrnuto. Pomrčine se zbivaju gotovo u istom redoslijedu nakon 18 kalendarskih godina i 11 i 1/3 dana, ili 10 i 1/3 dana ako razdoblje obuhvaća 5 prijestupnih godina, odnosno 12 i 1/3 dana ako obuhvaća samo 3 prijestupne godine, što se može dogoditi na prijelazu stoljeća (Sarosov period).

## Pomrčine ostalih nebeskih tijela
Merkur i Venera prelaze preko Sunčeva kruga (tranzit), a Mjesec i planeti zaklanjaju pozadinske zvijezde (okultacija). Pomrčine Jupiterovih satelita služile su pomorcima u doba kada mehanički satovi nisu bili dovoljno pouzdani za određivanje točnoga vremena koje je bilo potrebno za izračun zemljopisne dužine. Pomrčina zvijezda događa se u sustavima dvojnih zvijezda što se na Zemlji zapaža kao periodična promjena sjaja. Zvijezdu mogu dijelom pomračiti i ekstrasolarni planeti, a to se preciznim mjerenjem intenziteta svjetlosti zvijezda može zabilježiti; na primjer pratilac zvijezde HD 209 458, udaljene 150 godina svjetlosti, planet je 1,32 puta većega polumjera od Jupiterova, a zamračuje zvijezdu za 1,5 % svakih 3,5246 dana.
Pomrčine se istražuju radi spoznaje o masi, obujmu, međusobnoj udaljenosti, inklinacijama i atmosferama tijela koja se pomračuju.

## Vanske poveznice
- Popis budućih vidljivih pomrčina Sunca i Mjeseca s izračunom za pojedine gradove može se vidjeti na mrežnoj stranici Eclipse Calculator - kalkulator pomrčina (primjer za Zagreb) (en.) (pristupljeno 29. travnja 2014.)